# Сандро де Америка
Роберто Санчез-Окампо (19. август 1945 — 4. јануар 2010), познатији по уметничким именима Сандро или Сандро де Америка, био је аргентински певач и глумац. Сматра се пиониром аргентинског рока јер је био један од првих рок уметника који су певали на шпанском у Латинској Америци. Издао је 52 званична записа и продао осам милиона примерака, иако други извори наводе да је продао преко 22 милиона. Неке од његових најуспешнијих песама су „Dame fuego”, „Rosa, Rosa”, „Quiero llenarme de ti”, „Penumbras”, „Porque yo te amo”, „Así”, „Mi amigo el Puma”, „Tengo”, "Trigal" и "Una muchacha y una guitarra". Сингл "Rosa, Rosa" продат је у два милиона примерака, што је његова најпрепознатљивија и најпознатија песма. Још један од његових хитова, "Tengo" је заузео 15. место међу 100 најбољих аргентинских рок песама и од МТВ- а и од часописа Rolling Stone. У Латинској Америци су га често упоређивали са Елвисом Прислијем на врхунцу његове популарности.
Сандро је такође био први латиноамерички уметник који је певао на Фелт Форуму у Медисон сквер гардену. Сандро је 2005. године добио Латински Греми у част његове каријере.

## Биографија
Сандро је рођен у Буенос Ајресу у породици Ирме Нидије Окампо и Висентеа Санчеза 1945. године. Одрастао је у јужном предграђу Валентин Алсина  и научио је да свира гитару као дете, идентификујући своју музику као ромску. Његов деда по оцу био је руски Ром из Мађарске – Роми су у Аргентини познати као Гитанос (Цигани).
У почетку, у школским данима, имитирао је Елвиса Прислија, али је наставио стварајући лични стил који је обележио његову каријеру и постао пионир у рок музици на кастиљанском језику. 10. новембра 1971. коначно је могао да види Прислија уживо, у Бостон Гардену, током турнеје по том граду. Године 1961. основао је музичку групу Sandro & los de Fuego, која је стекла популарност у ТВ емисији Sábados Circulares, а постала је широко позната 1960-их. Са песмама као што су "Ave de Paso", "Atmósfera Pesada", "Quiero Llenarme de Ti", "Tengo", "A esto le llamas amor?", "Eres el demonio disfrazado", "Porque yo te amo", "Penumbras", "Una muchacha y una guitarra", "Trigal" или "Rosa, Rosa“, успех његове каријере је стално растао.
Сандро је такође имао главну улогу у 11 филмова, укључујући Quiero llenarme de ti („Желим да се испуним тобом“ – 1969) и Subí que te llevo („Ускачи, ја ћу те провозати“ – 1980), и режирао један играни филм, Tú me enloqueces („Ти ме излуђујеш“), 1976. Његовој колегиници у потоњем филму, аргентинској глумици Сузани Гименез, понуђена је ТВ естрадна емисија након што је он одбио да је води; емисија, названа Хола Сузана, постала је лидер у рејтингу убрзо након лансирања 1987.
Такође је глумио у две сапунице, посебно Fue sin Querer („Нисам хтео“), са порториканском глумицом Гледис Родригез.
Сандро је био први латино певач који је распродао Фелт Форум у Медисон сквер гардену у Њујорку (највећи капацитет је био 5.000) пет пута током 1970-их. Такође се неколико пута појавио у емисији Ед Саливан шоу, као и са Домеником Модуњом, The Doors и многим другима.
Сандрове песме су снимили интернационални уметници као што су Ширли Бејси, Лајза Минели, Берт Башарах, Далида, Ширли Меклејн, Тото Кутуњо, Ненси Вилсон, Мери Хопкин, Лоредана Берте, Умберто Тоци, Жилбер Беко, Милва, Хулио Иглесијас, Хозе Луис Родригез и Енгелберт Хампердинк.
Аргентински и други латиноамерички уметници су 1990. објавили албум под називом Padre del rock en castellano („Отац шпанског рока“) у његову част. Сандро је наставио да издаје студијске албуме раних 1990-их и поново се појавио на сцени 1993. са новом емисијом, која је представљена у Театро Гран Рекс, престижном месту популарне музике у Буенос Ајресу, изводећи 18 узастопних концерата који су обарали рекорд. Вест да је боловао од емфизема објављена је 1998. године, што је изазвало велику општу забринутост међу његовим следбеницима из целог света. Сандро је био самопроглашени дугогодишњи зависник од пушења, што је несумњиво био главни узрок болести.

## Здравље и смрт
Дана 20. новембра 2009. Сандро је подвргнут трансплантацији срца и плућа у Мендози, Аргентина; операција је била успешна. Пет дана касније, на дневној конференцији за новинаре коју су одржавали његови лекари, јављено је да Сандро, иако је још увек на интензивној нези, дише без респиратора и да се полако опоравља. Ипак, увече 4. јануара 2010, 45 дана након трансплантације и након многих компликација, преминуо је од септичког шока, мезентеричне исхемије и дисеминиране интраваскуларне коагулације у болници Италијано у Мендози.